# Ghiacciaio Lugger
Il ghiacciaio Lugger è un ghiacciaio lungo circa 6,7 km situato nella regione centro-occidentale della Dipendenza di Ross, in Antartide. Il ghiacciaio, il cui punto più alto si trova a circa 2000 m s.l.m., si trova in particolare all'estremità meridionale della dorsale Convoy, dove fluisce verso nord a partire dal versante settentrionale di una cresta montuosa che va dal monte Bergen al monte Gran e scorrendo fino ad arrivare all'inizio della valle Alatna.

## Storia
Il ghiacciaio Lugger è stato mappato dai membri della spedizione Terra Nova, condotta dal 1910 al 1913 e comandata dal capitano Robert Falcon Scott, ma è stato così battezzato sono nel 1980 dal Comitato neozelandese per i toponimi antartici in relazione al fatto che quasi tutte le formazioni presenti nella dorsale Convoy portano un nome inerente alla marina (sia essa militare o mercantile): il lugger è infatti un tipo di barca a vela con vela al terzo.